# Alloispermum palmeri
Alloispermum palmeri là một loài thực vật có hoa trong họ Cúc. Loài này được (A.Gray) C.Fernandez & L.Urbatsch mô tả khoa học đầu tiên năm 1990.